# Archichlora soa
Archichlora soa là một loài bướm đêm trong họ Geometridae.